# Microhypsibiidae
Microhypsibiidae (лат.) — семейство тихоходок из надсемейства Hypsibioidea класса Eutardigrada.

## Описание
Мелкие тихоходки-эутардиграды без цефалических папилл. На голове может присутствовать парный эллиптический орган. Диплокоготки расположены асимметрично по отношению к срединной плоскости ног (условно описаны как: 2121). Коготки типа Microhypsibius имеют узкую базальную часть, непрерывную с первичной ветвью; вторичная ветвь жёстко соединена с первичной ветвью на расстоянии от основания коготка. Букко-фарингеальный аппарат у известных родов имеет жёсткую трубку, без вентральной пластинки, но асимметричную относительно фронтальной плоскости из-за различий в форме дорсального и вентрального апофизов для введения стилетных мышц. Оба этих апофиза имеют два очень тонких хвостовых отростка, направленных назад и в сторону. Перибуккальные ламели, а также, вероятно, перибуккальные папулы, отсутствуют у известных видов.

## Классификация
Семейство было впервые выделено в 1998 году итальянским биологом Giovanni Pilato на основании типового рода Microhypsibius Thulin, 1928. В 2019 годах состав семейства был изменён и один род был перенесён в семейство Isohypsibiidae.
- Надсемейство Hypsibioidea Pilato, 1969
  - Семейство Microhypsibiidae Pilato, 1998
    - Род Fractonotus Pilato, 1998[10] (→Isohypsibiidae)
    - Род Microhypsibius Thulin, 1928